# Acacia torrei
Acacia torrei é uma espécie de leguminosa do gênero Acacia, pertencente à família Fabaceae.